# MongoDB
MongoDB是一種面向文档的数据库管理系统，用C++等语言撰寫而成，介于关系型数据库和非关系型数据库之间，以解决应用程序开发社区中的大量现实问题。MongoDB由MongoDB Inc.（当时是10gen團隊）于2007年10月开发，2009年2月首度推出。2018年，MongoDB改成以服务器端公共许可证分发，不再属于开源软件。

## 部署
MongoDB社区版是免费的，支援Windows、Linux和macOS三種作業系統。許多Linux套件管理系統曾经包含MongoDB的套件。2018年因许可证变更，MongoDB不再属于开源软件，Debian、Fedora和Red Hat Enterprise Linux等Linux发行版已從软件存储库中移除了MongoDB。
MongoDB使用内存映射文件，32位元系統上限制大小為2GB的資料，64位元支持更大的資料。  MongoDB的核心构件只能在小端序系統上运行，客户端库可以在小端序和大端序的系統上运行。

### 語言支援
MongoDB有官方的驅動如下：C，C++，C#，Erlang，Haskell，Java，JavaScript，Lisp，fibjs，node.JS，Perl，PHP，Python，Ruby，Scala，Go，Rust。
目前還有許多非官方式的驅動，ColdFusion, Delphi, Erlang, Factor, Fantom, Go, JVM languages (Clojure, Groovy , Scala, etc.), Lua, HTTP REST, Racket,和Smalltalk.。

### 複製
MongoDB的開發人員可以保證一個操作已被複製到至少{\displaystyle N}個伺服器上每個運行的基礎。

#### 主從式
由於操作都是在主机，從機將複製任何更改的數據。
例如：starting a master/slave pair locally:
```
$ mkdir -p ~/dbs/master ~/dbs/slave
$ ./mongod --master --port 10000 --dbpath ~/dbs/master
$ ./mongod --slave --port 10001 --dbpath ~/dbs/slave --source localhost:10000
```

#### 副本集
副本集類似於主從式架構，但他們結合的能力為副機，如果當前一直遲緩時，選出新的主機。

## 管理與圖形化介面

### 監視
支援MongoDB的監視插件：
- Munin（英语：Munin (network monitoring application)）[42]
- Ganglia（英语：Ganglia (software)）[43]
- Cacti（英语：Cacti (software)）[44]

### GUIs
目前較受歡迎的UI有：
- Robo 3T (原Robomongo)[45]  – 这是一个C++及Qt写成的跨平台桌面程序。
- Fang of Mongo[46] –這是一個網頁式的界面，由Django和jQuery所構成.
- Futon4Mongo[47] – a clone of the CouchDB Futon web interface for MongoDB.
- Mongo3[48] – Ruby寫成的介面.
- MongoHub[49] –一個OS X應用程式.
- Opricot[50] – a browser-based MongoDB shell,由PHP撰寫而成.
- Database Master MongoDB Tool for Windows
- RockMongo Best PHP MongoDB Administrator轻量级，支持多国语言。
- MongoVUE Download CS，图形界面，封装较好。
- MongoDB Compass，MongoDB官方的跨平台GUI。

## 著名用戶
- Wordnik[51]
- Diaspora[52]
- Shutterfly[53]
- foursquare[54]
- bit.ly[55]
- The New York Times[56]
- SourceForge[57]
- Business Insider[58]
- Etsy[59]
- LHC[60]
- Thumbtack（英语：Thumbtack (website)）[61]
- 趨勢科技[62]

## 外部連結
- 官方网站 （页面存档备份，存于）
- mongoDB User Group（页面存档备份，存于） on LinkedIn
- MongoDB news and articles on myNoSQL（页面存档备份，存于）
- Eric Lai. (2009, July 1). No to SQL? Anti-database movement gains steam（页面存档备份，存于）
- MongoDB articles on NoSQLDatabases.com
- June 2009 San Francisco NOSQL Meetup Page
- Designing for the Cloud （页面存档备份，存于） at MIT Technology Review
- EuroPython Conference Presentation（页面存档备份，存于）
- YouTube上的Non-relational data persistence in Java using MongoDB - Software Engineer at MongoDB
- Interview with Mike Dirolf on The Changelog about MongoDB background and design decisions
- MongoMvc - A MongoDB Demo App with ASP.NET MVC（页面存档备份，存于）
- FAQs about MongoDB